# Onthophagus notiodes
Onthophagus notiodes es una especie de insecto del género Onthophagus, familia Scarabaeidae, orden Coleoptera.

Fue descrita científicamente por Solis & Kohlmann en 2003.